# Jacka m/1859

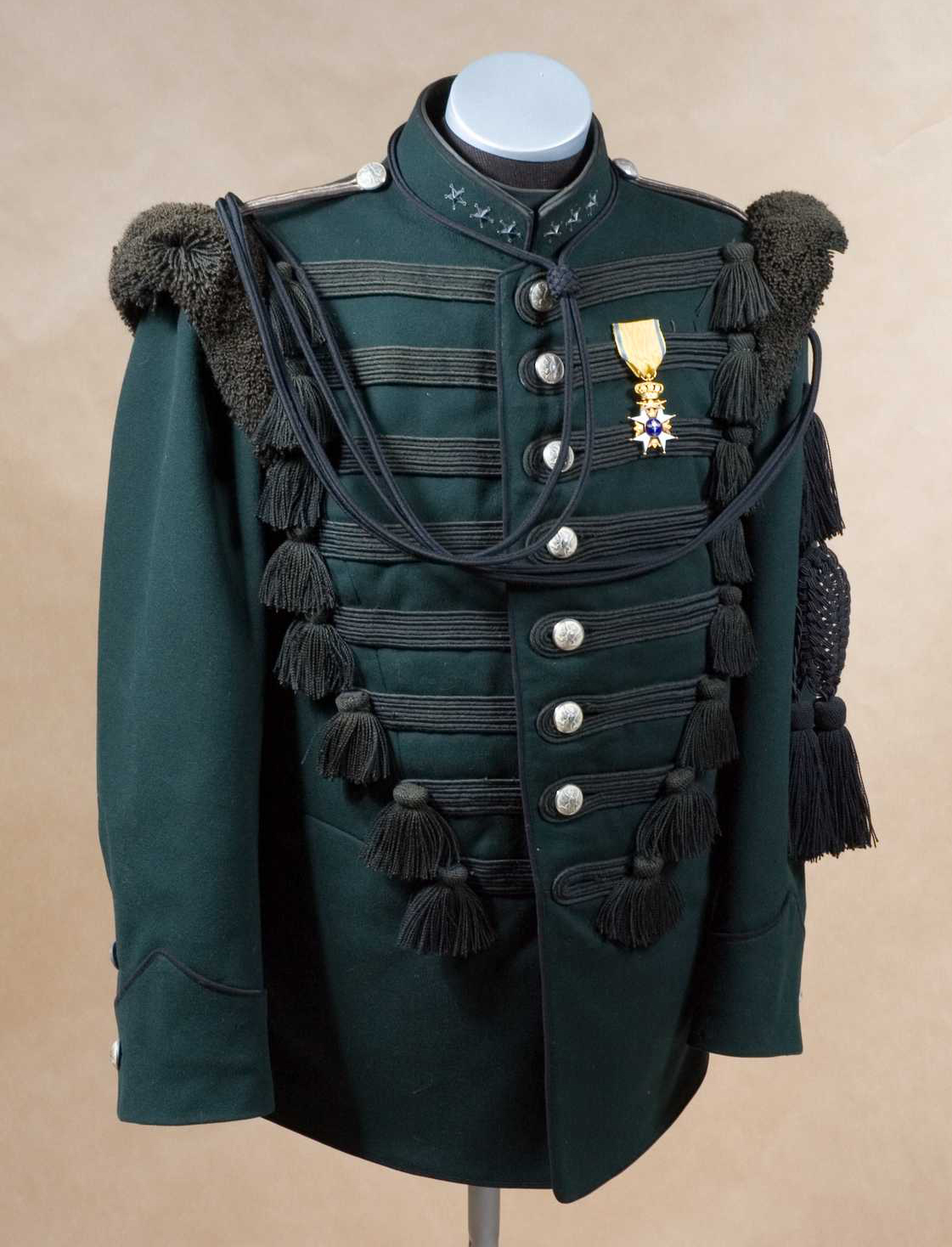
Jacka m/1859 för kapten vid Värmlands fältjägarregemente. Ordenstecknet på bröstet är Svärdsorden.

Jacka m/1859 var ett livplagg ingående i fältuniform m/1859 och  användes inom försvarsmakten (dåvarande krigsmakten).

## Utseende
Denna fältjacka är av mörkgrönt kläde och med svart foder. Den har en enradig knapprad om åtta knappar. På bröstet är den försedd med svarta redgarnssnören som avslutas med en tofs. Om halsen läggs en svart redgarnskorg med två långa tofsar som fästes vid båda axlarna. Samma jacka bärs av såväl officerare som underofficerare och manskap, dock med skillnaden att manskapet saknar snören och tofsar på bröstet.

## Användning
Denna fältjacka bars enbart av Värmlands fältjägarregemente (I26) senare Värmlands fältjägarkår.

## Fotografier

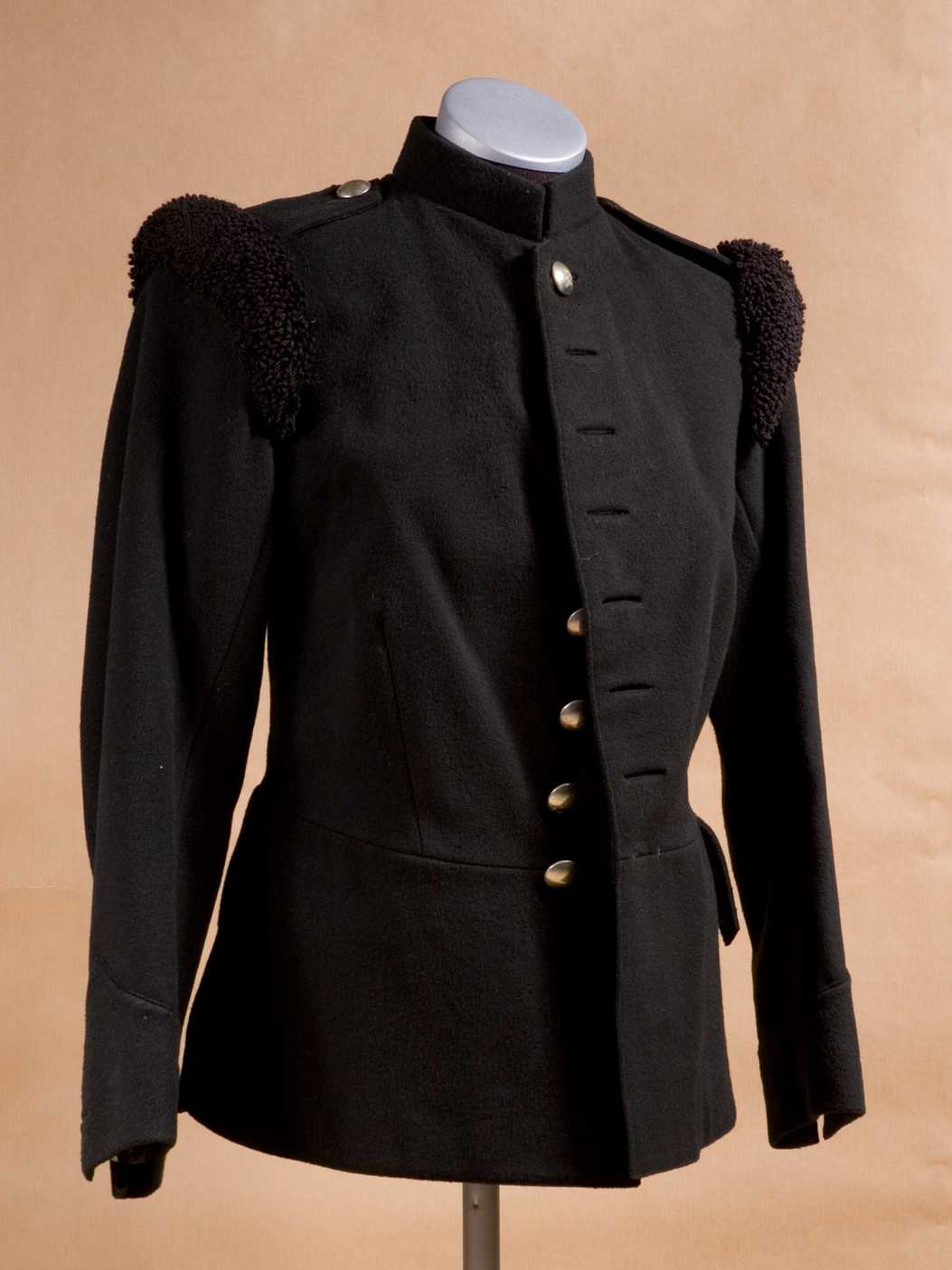
Vapenrock m/1859 för manskap vid Värmlands fältjägarkår.
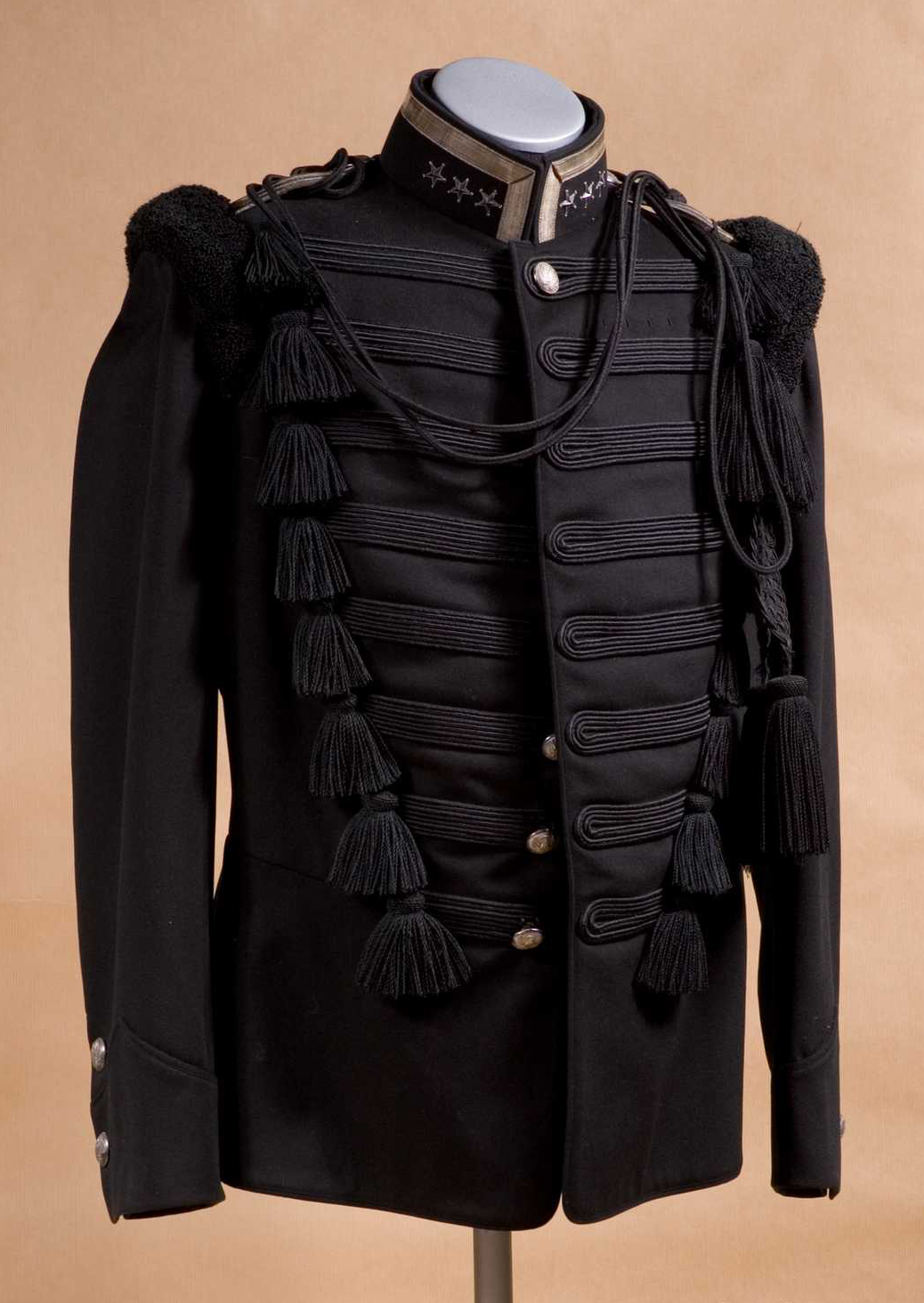
Vapenrock m/1859 för överste vid Värmlands fältjägarekår.
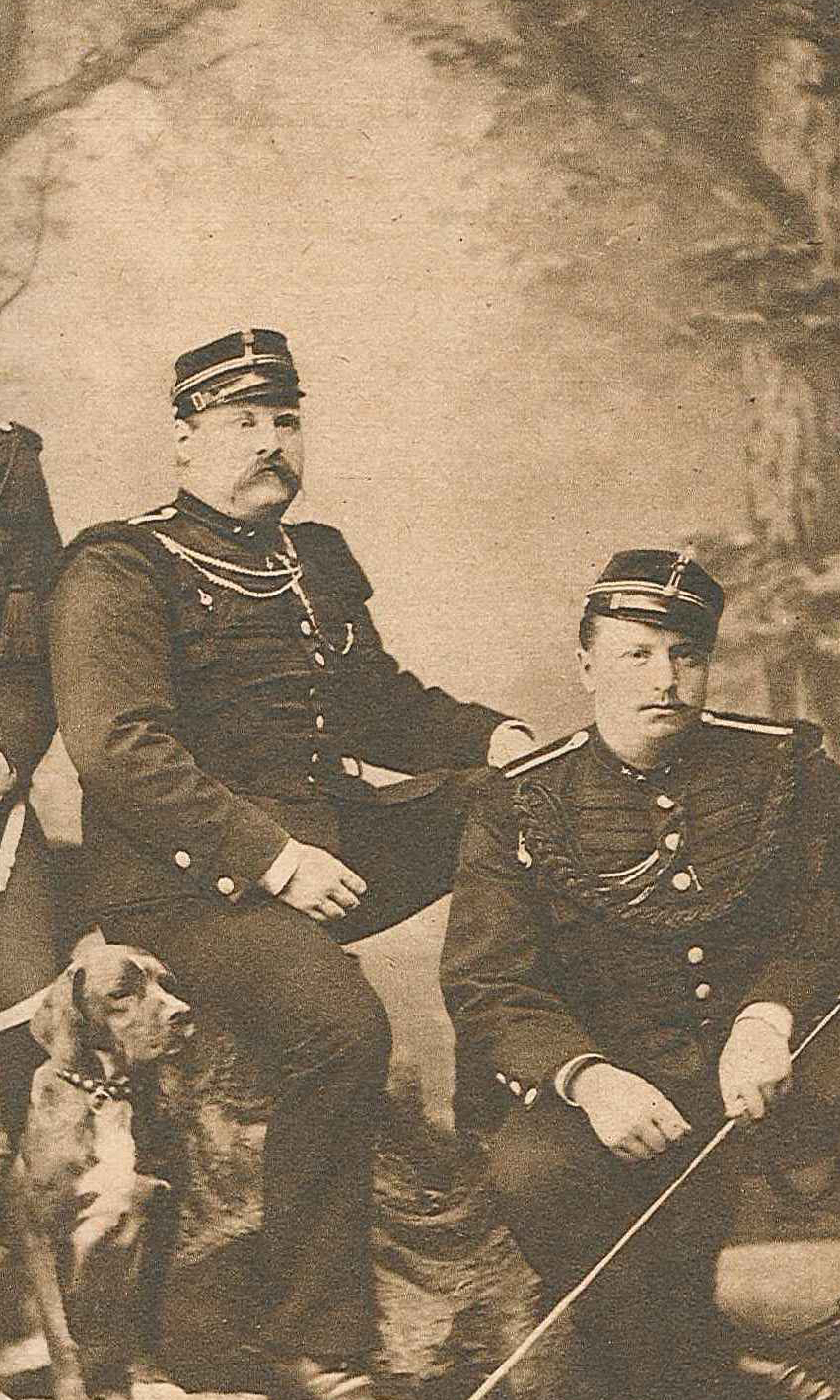
Officerare från Värmlands fältjägarkår cirka 1890 iförda Jacka m/1859 samt mössa m/1865